# Yoldiella tamara
Yoldiella tamara is een tweekleppigensoort uit de familie van de Yoldiidae. De wetenschappelijke naam van de soort is voor het eerst geldig gepubliceerd in 1946 door Gorbunov.